# راب برچ (بازیکن فوتبال)
راب برچ (انگلیسی: Rob Burch؛ زادهٔ ۸ اکتبر ۱۹۸۳) بازیکن فوتبال اهل بریتانیا است.
از باشگاه‌هایی که در آن بازی کرده‌است می‌توان به باشگاه فوتبال شفیلد ونزدی، باشگاه فوتبال ووکینگ، باشگاه فوتبال تاتنهام هاتسپر، باشگاه فوتبال لینکولن سیتی، باشگاه فوتبال استیونج، باشگاه فوتبال وستهام یونایتد، باشگاه فوتبال بارنت، باشگاه فوتبال بریستول سیتی، و باشگاه فوتبال نوتس کانتی اشاره کرد.